# نشوة السكران من صهباء تذكار الغزلان (كتاب)
نشوة السكران من صهباء تذكار الغزلان، هو كتاب من تأليف أبي الطيب محمد صديق خان بن حسن بن علي بن لطف الله الحُسيني البُخاري القنوجي (1248 - 1307هـ/ 1832 - 1890م)، وهو كتاب يندرج في الكتب التي ألفت في العشق والغرام والحب والهيام، وهو بيان للعشق والعشاق والمعشوقات من النسوان، وما يتصل بذلك من تطورات الصبوة والهيمان، وذكر آراء القدماء والحكماء في العشق ومنهم فيثاغورس وأفلاطون وأرسطو وابن سينا وغيرهم، وذكر آراء الصوفية ومنهم الجنيد البغدادي، ثم تطرق إلى آفات القلب وتعلقهِ بالمحبوبات وروى قصصاً مأثورة في التراث العربي عن العشق والحب العذري وما آل إليه العشاق في تصرفاتهم وأحوالهم وأنواع النساء وبيان لأصنافهم وتفضيلاتهم وغيرها من نوادر العرب ونوادر أهل الهند في العشق والغرام، فيذكر قول بعض الفلاسفة في العشق: (لم أر حقا أشبه بباطل ولا باطلا أشبه بحق من العشق، هزله جد، وجده هزل، أوله لعب، وآخره عطب).